# Ulrich Møller
Ulrich Møller (Molde, 11 dicembre 1962) è un allenatore di calcio ed ex calciatore norvegese, di ruolo difensore.

## Carriera

### Giocatore

#### Club
Møller cominciò la carriera calcistica con la maglia degli olandesi del Den Haag. Tornò poi in patria, per giocare nelle file del Molde: debuttò nella 1. divisjon il 15 maggio 1980, in occasione della sconfitta per 1-2 contro lo Start.
Diventò il più giovane capitano in una finale di Norgesmesterskapet, quando il Molde fu sconfitto dal Brann, nell'edizione 1982. Fu capitano anche nelle due finali successive, ma dovette attendere quella del 1984 per vincere il trofeo. Quella finale fu poi il suo ultimo incontro da calciatore.
È il secondo calciatore per presenze nella storia del Molde, per quanto concerne gli incontri nella massima divisione, con 250 apparizioni.

#### Nazionale
Conta 3 presenze per la Norvegia under 21. Esordì il 27 aprile 1982, nel successo per 3-1 sulla Finlandia under 21. Il 15 giugno dello stesso anno, segnò la prima rete, che sancì il successo per 0-1 sulla Danimarca under 21, a Fredericia. Disputò poi 2 incontri per la Nazionale maggiore, debuttando il 23 settembre 1987, nella sconfitta per 0-1 contro l'Islanda: sostituì Vegard Skogheim.

### Allenatore
Nel 1991 diventò allenatore-giocatore del Molde, ruolo ricoperto fino al 1993. Dal 1992 al 1993, gli fu affiancato Jan Fuglset.

## Statistiche

### Presenze e reti nei club
| Stagione     | Club         | Campionato   | Campionato | Campionato | Coppe nazionali | Coppe nazionali | Coppe nazionali | Coppe continentali | Coppe continentali | Coppe continentali | Supercoppe | Supercoppe | Supercoppe | Totale | Totale |
| Stagione     | Club         | Comp         | Pres       | Reti       | Comp            | Pres            | Reti            | Comp               | Pres               | Reti               | Comp       | Pres       | Reti       | Pres   | Reti   |
| ------------ | ------------ | ------------ | ---------- | ---------- | --------------- | --------------- | --------------- | ------------------ | ------------------ | ------------------ | ---------- | ---------- | ---------- | ------ | ------ |
| 1979-1980    | ADO Den Haag | ED           | 0          | 0          | CO              | 0               | 0               | -                  | -                  | -                  | -          | -          | -          | 0      | 0      |
| 1980         | Molde        | 1D           | 14         | 1          | CN              | ?               | ?               | -                  | -                  | -                  | -          | -          | -          | ?      | ?      |
| 1981         | Molde        | 2D           | 15         | 0          | CN              | ?               | ?               | -                  | -                  | -                  | -          | -          | -          | ?      | ?      |
| 1982         | Molde        | 1D           | 21         | 0          | CN              | ?               | ?               | -                  | -                  | -                  | -          | -          | -          | ?      | ?      |
| 1983         | Molde        | 2D           | 22         | 1          | CN              | ?               | ?               | -                  | -                  | -                  | -          | -          | -          | ?      | ?      |
| 1984         | Molde        | 1D           | 22         | 5          | CN              | ?               | ?               | -                  | -                  | -                  | -          | -          | -          | ?      | ?      |
| 1985         | Molde        | 1D           | 22         | 0          | CN              | ?               | ?               | -                  | -                  | -                  | -          | -          | -          | ?      | ?      |
| 1986         | Molde        | 1D           | 22         | 0          | CN              | ?               | ?               | -                  | -                  | -                  | -          | -          | -          | ?      | ?      |
| 1987         | Molde        | 1D           | 21         | 0          | CN              | ?               | ?               | -                  | -                  | -                  | -          | -          | -          | ?      | ?      |
| 1988         | Molde        | 1D           | 22         | 0          | CN              | ?               | ?               | CU                 | 2                  | 0                  | -          | -          | -          | ?      | ?      |
| 1989         | Molde        | 1D           | 21         | 0          | CN              | ?               | ?               | -                  | -                  | -                  | -          | -          | -          | ?      | ?      |
| 1990         | Molde        | 1D           | 21         | 0          | CN              | ?               | ?               | -                  | -                  | -                  | -          | -          | -          | ?      | ?      |
| 1991         | Molde        | ES           | 22         | 0          | CN              | ?               | ?               | -                  | -                  | -                  | -          | -          | -          | ?      | ?      |
| 1992         | Molde        | ES           | 22         | 0          | CN              | ?               | ?               | -                  | -                  | -                  | -          | -          | -          | ?      | ?      |
| 1993         | Molde        | ES           | 20         | 0          | CN              | ?               | ?               | -                  | -                  | -                  | -          | -          | -          | ?      | ?      |
| 1994         | Molde        | 1D           | 16         | 0          | CN              | ?               | ?               | -                  | -                  | -                  | -          | -          | -          | ?      | ?      |
| Totale Molde | Totale Molde | Totale Molde | 303        | 7          |                 | ?               | ?               |                    | 2                  | 0                  |            | -          | -          | 309+   | 7+     |
| Totale       | Totale       | Totale       | 303        | 7          |                 | ?               | ?               |                    | 2                  | 0                  |            | -          | -          | 309+   | 7+     |

### Cronologia presenze e reti in Nazionale
| Cronologia completa delle presenze e delle reti in nazionale ― Norvegia | Cronologia completa delle presenze e delle reti in nazionale ― Norvegia | Cronologia completa delle presenze e delle reti in nazionale ― Norvegia | Cronologia completa delle presenze e delle reti in nazionale ― Norvegia | Cronologia completa delle presenze e delle reti in nazionale ― Norvegia | Cronologia completa delle presenze e delle reti in nazionale ― Norvegia | Cronologia completa delle presenze e delle reti in nazionale ― Norvegia | Cronologia completa delle presenze e delle reti in nazionale ― Norvegia |
| Data                                                                    | Città                                                                   | In casa                                                                 | Risultato                                                               | Ospiti                                                                  | Competizione                                                            | Reti                                                                    | Note                                                                    |
| ----------------------------------------------------------------------- | ----------------------------------------------------------------------- | ----------------------------------------------------------------------- | ----------------------------------------------------------------------- | ----------------------------------------------------------------------- | ----------------------------------------------------------------------- | ----------------------------------------------------------------------- | ----------------------------------------------------------------------- |
| 23/09/1987                                                              | Oslo                                                                    | Norvegia                                                                | 0 – 1                                                                   | Islanda                                                                 | Qual. Euro 1988                                                         | -                                                                       |                                                                         |
| 28/10/1987                                                              | Magdeburgo                                                              | Germania Est                                                            | 3 – 1                                                                   | Norvegia                                                                | Qual. Euro 1988                                                         | -                                                                       |                                                                         |
| Totale                                                                  |                                                                         | Presenze                                                                | 2                                                                       |                                                                         | Reti                                                                    | 0                                                                       |                                                                         |

## Palmarès

### Giocatore

#### Club

##### Competizioni nazionali
- Coppa di Norvegia: 1

Molde: 1994